# تصلیب (دالی)
تصلیب (لاتین: Corpus Hypercubus) یک نقاشی رنگ روغن اثر سالوادور دالی است که در سال ۱۹۵۴ کشیده شده‌است. این اثر نمایانگر تصویری فراواقع‌گرایانه از تصلیب عیسی است و وی را بر شبکه چندوجهی نشان می‌دهد که از یک تسرکت ساخته شده است. تصلیب از شناخته‌شده‌ترین آثار دالی در اواخر دوران کاری او است.